# 城东街道 (开封市)
城东街道，是中华人民共和国河南省開封市祥符区下辖的一个乡镇级行政单位。

## 行政区划
城东街道下辖以下地区：
温泉社区、财源社区、祥符社区、文东社区、东苑社区、建设路社区、开元社区、中学街社区、袁楼村、黄龙村、范庄村和独乐岗村。